# تحلیل پیشگویانه
تحلیل پیشگویانه (نام علمی: predictive analytics) شامل تعداد مختلفی از تکنیک‌های آماری مانند: مدلسازی، پیشگویی، یادگیری ماشینی (یادگیری توسط ماشین) و داده کاوی است، که حقایق قبلی رایج را برای ساختن پیشگویی‌ها برای آینده یا حوادث نامعلوم تحلیل می‌کند.
در تجارت مدل‌های پیشگویی از الگوهای یافت شده در تاریخچه و داده‌های تراکنشی برای شناسایی کردن خطرات و فرصت‌ها بهره می‌برند. مدل‌ها رابطهٔ بین تعداد زیادی از عامل‌ها را می‌گیرند تا اجازهٔ ارزیابی (تخمین) ریسک یا پتانسیل همراه با گروه شخصی از شرایط را بدهند، و در تصمیم‌گیری برای داوطلب‌های معامله راهنمایی کنند.
معنی تأثیر اساسی از این روش‌های فنی، این است که تحلیل پیشگویانه، امتیاز پیشگویی برای هر شخص (مشتری، کارمند، بیمار مراقبت‌های بهداشتی، محصولاتsku، وسایل نقلیه، اجزای ماشین یا واحدهای سازمانی دیگر) را بهبود می‌بخشند به منظور تعیین، یا آگاه کردن یا تأثیر روندهای سازمانی مانند: بازاریابی، ارزیابی، خطر اعتبار (هنگامی که شخص قرض گیرند، قرض خود را پرداخت نکند) تشخیص تقلب، تولید، مراقبت‌های بهداشتی و عملیات دولت شامل اجرای قانون که به تعداد زیادی از اشخاص مربوط است.
تحلیل پیشگویانه در علوم آماری، بازاریابی، خدمات مالی، ارتباط از راه دور، خرده فروشی، مسافرت، مهاجرت، مراقبت‌های بهداشتی، حفاظت از کودکان، داروسازی، برنامه‌ریزی ظرفیت یا سایر زمینه‌ها استفاده می‌شود.
یکی از معروف‌ترین برنامه‌های کاربردی، امتیازدهی اعتباری است که در خدمات مالی استفاده می‌شود.
مدل‌های امتیازدهی به تاریخچهٔ اعتباری مشتری، درخواست وام، داده‌های مشتری و …، به منظور رتبه دهی به اشخاص با احتمال پرداخت‌های اعتباری به موقع آن‌ها رسیدگی می‌کنند.

## انواع
عموماً دورهٔ تحلیل پیشگویانه برای معنی کردن مدلسازی پیشگویی، امتیازدهی داده با مدل‌های پیشگویی و پیش‌بینی استفاده می‌شود، اگرچه مردم به صورت افزاینده‌ای از دوره برای مراجعه به رشته‌های تحلیلی متوسط مانند: مدلسازی توصیفی و مدلسازی تصمیمی‌گیری یا بهینه‌سازی استفاده می‌کنند و این رشته‌ها همچنین شامل، تحلیل و بررسی داده‌های دقیق هستند و به‌طور گسترده‌ای در تجارت برای قطعه قطعه سازی و تصمیم‌گیری استفاده می‌شوند، اما اهداف مختلفی دارند و روش‌های آماری بسیار پایین‌تر از آن‌ها قرار می‌گیرند.

## مدل‌های تصمیم‌گیری
مدلسازی تصمیم‌گیری رابطهٔ بین همهٔ عناصر یک تصمیم را، داده‌های شخص (شامل نتیجهٔ مدل‌های پیشگویی)، تصمیم و پیش‌بینی نتیجهٔ تصمیم، به منظور پیشگویی نتیجهٔ تصمیم شامل تعداد زیادی متغیر توضیح می‌دهند. این مدل‌ها می‌توانند در بهینه‌سازی و به حداکثر رساندن نتایج شخص (تعیین شده) حین به حداقل رساندن دیگر نتایج استفاده شوند. مدل‌های تصمیم‌گیری عموماً برای توسعهٔ منطق تصمیم‌گیری یا گروهی از قوانین تجارت که فعالیت دلخواه برای هر مشتری یا روادید را تولید خواهد کرد، استفاده می‌شود.

## مدل‌های توصیفی
مدل‌های توصیفی حاکمیت رابطهٔ داده‌ها را با روشی که معمولاًبرای طبقه‌بندی کردن مشتری‌ها یا پیش‌بینی در گروه‌ها استفاده می‌شود، تعیین می‌کنند بر خلاف مدل‌های پیشگویی که بر روی پیشگویی رفتار یک مشتری (مانند خطرات اعتباری) تمرکز می‌کنند.
مدل‌های توصیفی تعداد زیاد و مختلفی از رابطه‌های بین مشتری و محصولات را شناسایی
می‌کنند.
مدل‌های توصیفی به مشتریان، بر اساس احتمالی که می‌دهند تا مشتری کار مشخص را انجام دهد (مانند کاری که مدل‌های پیشگویی انجام می‌دهند) رتبه نمی‌دهند، به جای آن می‌توانند برای مثال برای طبقه‌بندی مشتریان بر اساس ترجیح آن‌ها در محصولات و مرحلهٔ زندگیشان استفاده شود. ابزارهای مدلسازی توصیفی می‌توانند برای توسعهٔ مدل‌های بعدی که توانایی شبیه‌سازی تعداد زیادی از عوامل فردی پیشگویی دربارهٔ آن‌ها را دارند، مورد استفاده قرار گیرند.

## مدل‌های پیشگویی
مدل‌های پیشگویی، مدل‌هایی از رابطهٔ بین کارایی ویژه از یک واحد نمونه و یک یا چند ویژگی شناخته شده یا امکانات آن واحد هستند. هدف مدل، ارزیابی احتمالی آن است که یک واحد مشابه در نمونه‌ای متفاوت، آن کارایی را نشان دهد. این دسته‌بندی شامل مدل‌هایی در بخش‌های زیادی مانند بازاریابی، جایی که آن‌ها به دنبال الگوهای داده‌ای دقیق برای جواب دادن به سؤال‌هایی دربارهٔ عملکرد مشتری یا مدل‌های شناسایی تقلب می‌گردند، می‌شود. مدل‌های پیشگویی اغلب، محاسبات را در حین انجام معاملات انجام می‌دهند.
برای مثال، سنجیدن خطر یا فرصت از یک مشتری مشخص یا معامله به منظور راهنمای تصمیم‌گیری، با پیشرفت سرعت محاسبات، سیستم‌های مدلسازی عوامل فردی، توانایی شبیه‌سازی رفتار انسان یا واکنش او به یک محرک مشخص یا سناریو را بدست می‌آورند.
واحدهای نمونه‌ای در دسترس با ویژگی‌ها و کارایی‌های مشخص به عنوان «نمونه‌های آموزشی» معرفی می‌شوند.
واحدهای نمونه‌ای دیگر با ویژگی مشخص اما کارایی نامشخص به عنوان «نمونه‌های غیر آموزشی» معرفی می‌شوند.
واحدهای نمونه‌ای غیر آموزشی هیچ رابطه‌ای بر اساس ترتیب زمانی (ترتیب وقوع) با واحدهای نمونه‌ای آموزشی ندارند.
برای مثال، نمونه‌های آموزشی ممکن است شامل ویژگی‌های ادبی نوشته‌های نویسندگان زمان سلطنت ملکهٔ ویکتوریا شوند، با ویژگی‌های مشخص، واحدهای نمونه‌ای غیرآموزشی ممکن است نوشته‌های به تازگی یافت شده یا مؤلف ناشناخته باشند.
```
یک مدل پیشگویی ممکن است در نسبت دادن کاری به یک نویسندهٔ مشخص کمک بکند.
```

```
مثالی دیگر، تحلیل و بررسی ترشح خون در صحنهٔ جرم شبیه‌سازی شده‌است که واحد نمونه‌ای غیرآموزشی، الگوی ترشح خون واقعی در صحنهٔ جرم باشد. واحد نمونه‌ای غیرآموزشی ممکن است هم‌زمان با واحد نمونه‌ای آموزشی باشد، از زمان قبل آن باشد یا از زمان بعد آن.
```